# Lady Midnight
『Lady Midnight』（レディ ミッドナイト）は、和田慎二の漫画。
秋田書店『ミステリーボニータ』に不定期連載されたアクションもの。主人公の裕希は昼の顔は看護婦、夜は“夜逃げ屋”の顔を持つ。

## 登場人物
仁科裕希（にしな ゆうき）
昼は看護婦、夜は夜逃げ屋という二足のわらじを履く女性。幼い頃、家族を事故で失っており、その際長時間過ごした「夜」の病院が苦手なため、基本的に夜勤はしないが、婦長にもそれを認められている。眠るのは夜が明けてからで、大抵気絶したように眠りに落ちる。夜逃げ屋モードで外出中に夜が明けた場合、仲間によってダンボールに詰められ、マンションに運ばれたりする。
夜逃げ屋モードでは左頬に赤い星のシールを貼っている。シールをもらい、着替えの場として利用するコンビニの店長には、この生活を知られている。